# Архиповское сельское поселение (Воронежская область)
Архиповское сельское поселение — муниципальное образование в Россошанском районе Воронежской области.
Административный центр — село Архиповка.

## Административное деление
В состав поселения входят 2 населенных пункта:
- село Архиповка
- поселок совхоза «Россошанский»